# Pseudopoda taibaischana
Pseudopoda taibaischana är en spindelart som beskrevs av Jäger 200. Pseudopoda taibaischana ingår i släktet Pseudopoda och familjen jättekrabbspindlar. Inga underarter finns listade i Catalogue of Life.